# 아우에

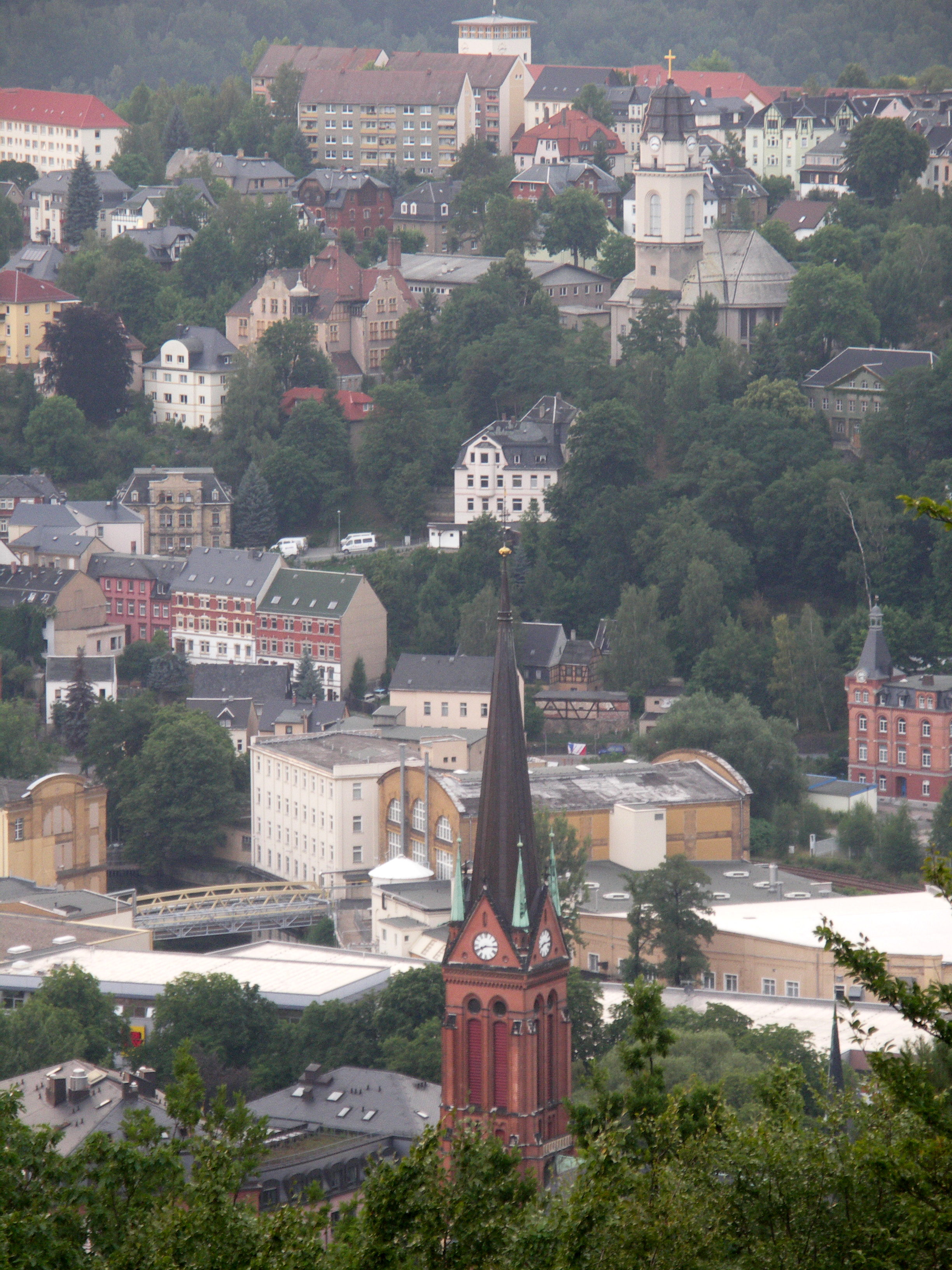
아우에

아우에(독일어: Aue)는 독일 작센주에 위치한 도시로 면적은 20.94km2, 높이는 320 ~ 564m, 인구는 16,349명(2015년 12월 31일 기준), 인구 밀도는 780명/km2이다.
구리, 타이타늄, 고령석으로 유명한 광업 도시이다. 동독 시대에는 기계 제작, 날붙이 생산의 중심지였으며 현재는 은의 길이라고 불리는 관광도로가 조성되어 있다.

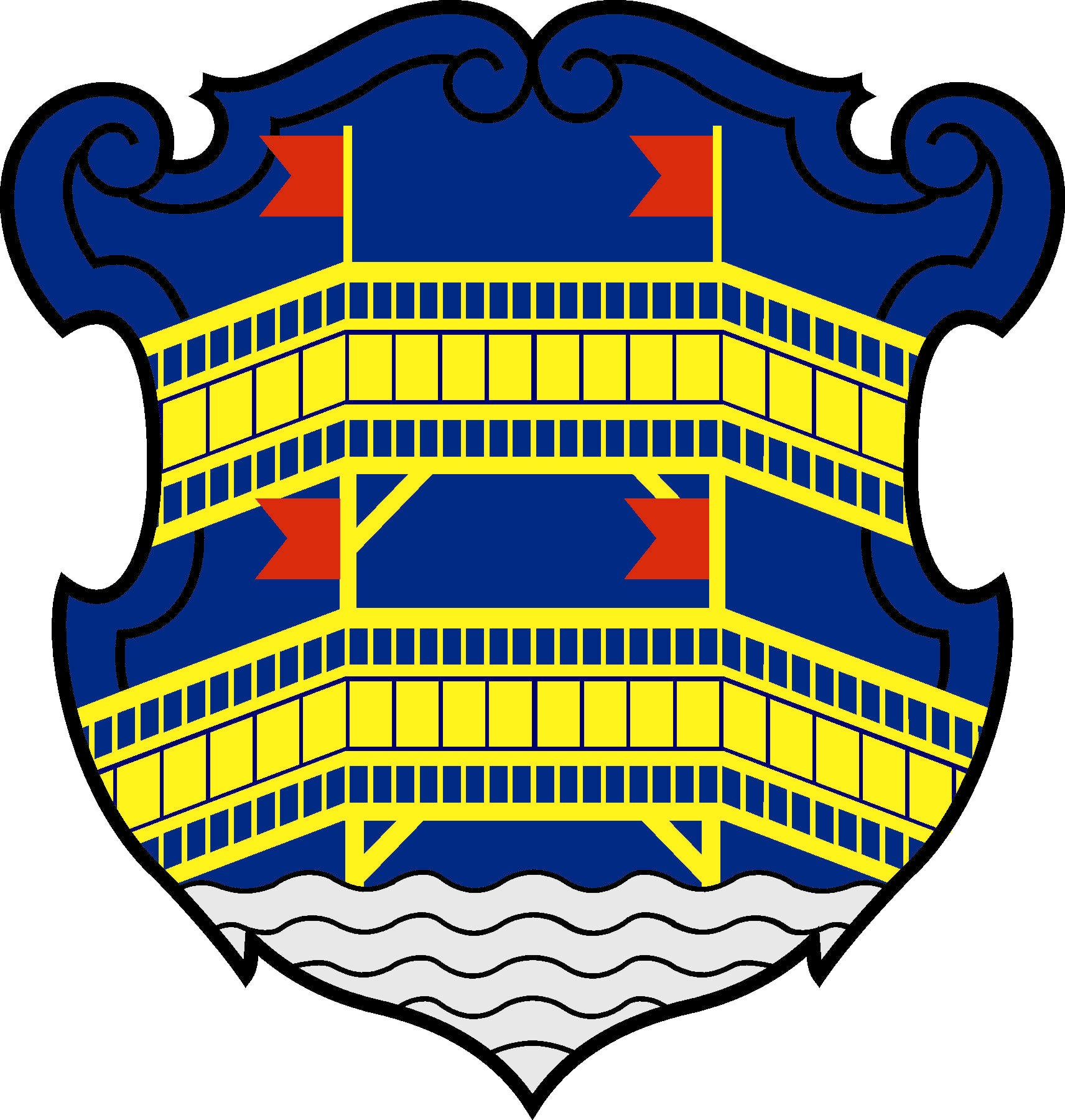
시 문장